# نیکولت (مینه‌سوتا)
نیکولت، مینه‌سوتا (به انگلیسی: Nicollet, Minnesota) یک شهر در ایالات متحده آمریکا است که در شهرستان نیکلت، مینه‌سوتا واقع شده‌است.

## خصوصیات
نیکولت ۲٫۴۳ کیلومترمربع مساحت و ۱٬۰۹۳ نفر جمعیت دارد و ۳۰۰ متر بالاتر از سطح دریا واقع شده‌است.